# Paramonohystera stricta
Paramonohystera stricta is een rondwormensoort uit de familie van de Xyalidae.